# 223 Rosa
Rosa (asteroide 223) é um asteroide da cintura principal com um diâmetro de 87,61 quilómetros, a 2,7101303 UA. Possui uma excentricidade de 0,123227 e um período orbital de 1 984,96 dias (5,44 anos).
Rosa tem uma velocidade orbital média de 16,94108547 km/s e uma inclinação de 1,93936º.
Este asteroide foi descoberto em 9 de Março de 1882 por Johann Palisa.